# Virgen
Virgen  är en ort och kommun i distriktet Lienz i förbundslandet Tyrolen i Österrike.
Kommunen består av sju orter (Ortschaften) (inom parentes invånarantal 1 januari 2024):
- Göriach (139)
- Mellitz (82)
- Mitteldorf (205)
- Niedermauern (204)
- Obermauern (322)
- Virgen (1 161)
- Welzelach (87)